# Caradrina proverai
Caradrina proverai är en fjärilsart som beskrevs av Emilio Berio 1976/77. Caradrina proverai ingår i släktet Caradrina och familjen nattflyn. Inga underarter finns listade i Catalogue of Life.